# Evald Aav
Pour les articles homonymes, voir Aav.
Evald Aav, né le 22 février 1900 (6 mars 1900 dans le calendrier grégorien) à Tallinn et mort le 21 mars 1939 dans la même ville, est un compositeur estonien.

## Biographie
Il étudie la composition musicale auprès d'Artur Kapp. Il écrit d'abord des compositions vocales avec des paroles en estonien. En 1928, il compose le premier opéra national estonien, Vikerlased (les Vikings). L'opéra sera donné pour la première fois à Tallinn le 8 septembre 1928. Son style de composition s'inspire beaucoup de Piotr Ilitch Tchaïkovski.
L'artiste est inhumé au cimetière boisé de Tallinn.